# Lucio Solazzi
Lucio Augusto Solazzi (Verona, 3 gennaio 1958) è un allenatore di calcio a 5 e dirigente sportivo italiano.

## Biografia
Originario di San Michele Extra, è sposato ed ha tre figli. Prima di approdare al calcio a 5 è stato un tecnico nonché giocatore di pallamano.

## Carriera

### Gli inizi: Audace, Hellas e Virtus Verona
Nella stagione 1991-92 siede per la prima volta in panchina guidando l'Audace Calcio a 5 di San Michele Extra alla promozione alla Serie B nazionale. 
La stagione seguente ricopre il ruolo di Direttore Sportivo all'Hellas Verona Calcio a 5, dove colleziona un quarto e un decimo posto. A fine stagione passa ai cugini della Marmi Scala Verona, prima come team manager e dalla stagione 1994-95 come allenatore. Vince due coppe regionali del Veneto, conquista la promozione in Serie B (1995-96) e la stagione seguente vi disputa una stagione con un settimo posto finale.
Nel 1996 frequenta il corso a Padova e consegue l'abilitazione ad allenatore di calcio a 5.

### Gli anni d'oro
Nell'estate del 1997 prende le redini come allenatore della giovane formazione dell'Arzignano Grifo, nella sua prima stagione vince la divisione di C1 veneta ed approda alla Serie B, che vince nel 1998-99 coronando la stagione anche di una coppa nazionale di categoria. 
Al terzo campionato di Serie A2, Solazzi guida i suoi fino alla finale play-off da cui il Grifo esce però sconfitto dal Ciampino. 
La successiva mancata iscrizione della formazione laziale (fusasi con la BNL) porta al ripescaggio proprio della formazione vicentina che nella prima stagione giunge a disputare la semifinale della Coppa Italia, mentre in campionato si ferma all'undicesimo posto.
L'anno successivo Solazzi invece guida un gruppo rafforzato alla conquista del primo scudetto della sua storia superando Genzano, Roma RCB e Perugia, quest'ultimo sconfitto sia in casa che in trasferta nella finale scudetto. Nel 2004 frequenta il corso a Coverciano e consegue l'abilitazione ad allenatore di calcio a 5 di primo livello.
La stagione 2004-05 con l'Arzignano impegnato in UEFA Futsal Cup in campionato giunge solo quinto ma soprattutto cede ai playoff ai "cugini" della Luparense con cui la sfida si rinnova oramai dai tempi delle categorie regionali, a fine stagione Solazzi lascia la panchina veneta, sostituito dal tecnico argentino Fabián López.

### Il ritorno a Verona e l'Altamarca
La stagione seguente scende di categoria per tornare ad allenare la Virtus Verona (nel frattempo rinominatosi Verona Calcio a 5) in Serie A2. 
La modesta qualità della rosa scaligera e il negativo avvio di campionato costano al tecnico l'esonero, sostituito in novembre dalla coppia Ragno-Do Amaral Monteiro con cui la squadra concluderà la stagione all'ultimo posto, retrocedendo. 
Nella stagione 2006-07 ricopre la doppia carica di Direttore Tecnico e di allenatore dell'Altamarca Group, militante nel campionato di Serie C1 del veneto, raggiungendo i play-off. La stagione successiva guida ancora la formazione trevigiana in Serie C1 chiudendo la stagione regolare al sesto posto e concludendo un progetto di scuola Futsal che vede la partecipazione di oltre 100 atleti.

### Il ritorno ad Arzignano e il Napoli Barrese
Nella stagione 2008-09 torna all'Arzignano Grifo nel ruolo di Direttore Generale; tuttavia in seguito all'esonero del tecnico Tiago Polido al termine della stagione regolare, Solazzi assume nuovamente la guida tecnica della squadra portandola fino in semifinale dove è sconfitta dalla Luparense.
Nella stagione 2009-10 assume la carica di Direttore Sportivo del Napoli Barrese in Serie A.

### Nel calcio a 5 femminile
Nella stagione 2006-07 Solazzi ricopre il ruolo di commissario tecnico della rappresentativa regionale veneta di calcio a 5 femminile.
Nel gennaio del 2011 diventa l'allenatore della formazione femminile dello Sporteam United che in breve tempo traghetta dalla Serie C alla Serie A. Separatosi dalla compagine del capoluogo al termine della stagione 2013-14, a metà  della stagione seguente subentra sulla panchina del Tibi Rossano in Serie C1. Sul finire della stagione 2017-2018 viene chiamato ad allenare l'Audace C5 Verona in Serie A2 Nazionale Femminile: riesce a salvare la squadra grazie alla vittoria nell'ultima giornata.
Nella stagione 2018-2019 è ancora l’allenatore dell’Audace C5 Verona in serie A2 Nazionale. Con la squadra rossonera raggiunge il terzo posto al termine della stagione regolare, vince due gare di Play-Off promozione contro Fiber Pasta Chiaravalle (2-3 d.t.s.) e Noalese (2-8) e cede solo nella finale al Molfetta al termine di un infuocato doppio confronto (3-4 a Verona e 2-5 in Puglia).

## Palmarès
- Campionato italiano: 1

Arzignano Grifo: 2003-2004
- Supercoppa italiana: 1

Arzignano Grifo: 2004